# Biastes emarginatus
Biastes emarginatus är en biart som först beskrevs av Schenck 1853.  Biastes emarginatus ingår i släktet Biastes och familjen långtungebin. Inga underarter finns listade.